# Sulejman-Stal'skij rajon
Il Sulejman-Stal'skij rajon (in russo Сулейман-Стальский район?) è un municipal'nyj rajon della Repubblica autonoma del Daghestan, in Caucaso.